# Schola Cantorum Basiliensis
La Schola Cantorum Basiliensis és un escola d'investigació i formació musical, considerat el centre de música antiga més actiu d'Europa. Fou fundada l'any 1933 a Basilea, Suïssa, per Paul Sacher (1906-1999), essent l'escola més antiga del món en el seu gènere.
Després del seu inici, el violoncelista i gambista August Wenzinger (1905-1996) i la violinista i pedagoga musical Ina Lohr (1903-1983) exerciren una influència decisiva sobre l'escola. L'any 1954, la Schola Cantorum Basiliensis es fusionà amb l'Acadèmia de Música de Basilea i en 1999 esdevingué Hochschule für Alte Musik (Escola Superior de Música Antiga), integrant-se el 2006 en la Fachhochschule Nordwestschweiz (Federació d'Escoles Superiors del Noroest de Suïssa).
Actualment té uns 200 alumnes provinents d'arreu del món i cobreix un període des del segle xi fins al segle xix.
La formació teòrica es basa en el període del curs escollit, estudiant matèries com notació, escriptura, contrapunt improvisat, dansa, història de la música, organologia, baix continu, cant gregorià, etc. El seu enfocament de la teoria de la música difereix de la d'altres escoles, i treballa amb tabulatures (formes històriques de notació musical) i l'anàlisi basat en fonts històriques.
El centre compta amb la biblioteca de música més important i consultada de Suïssa, així com un museu de valuosos instruments originals, com un piano anglès de 1830 que va ser propietat de Brahms i Wagner.

## Antics alumnes destacats
- Montserrat Figueras
- René Jacobs
- Gustav Leonhardt
- Rolf Lislevand
- Andreas Scholl
- Hopkinson Smith
- Jordi Savall